# 해선장

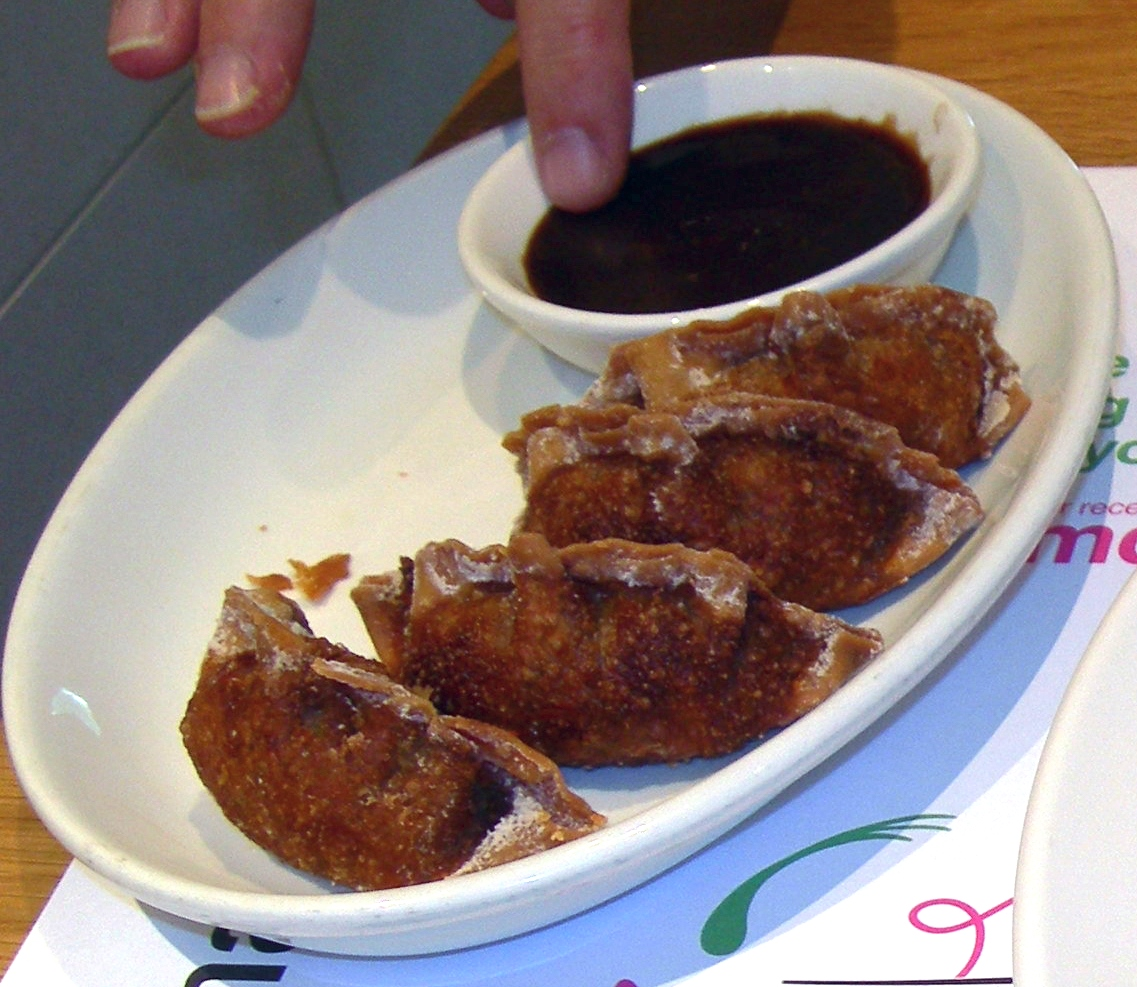

하이센장(중국어 간체자: 海鲜酱, 정체자: 海鮮醬, 병음: hăixiānjiàng, 한자음: 해선장)은 중국 요리에 사용되는 조미료이며, 호이신 소스(Hoisin Sauce)라고도 부른다. 호이신(Hoisin)이란 '해선장'의 '해선(海鮮)'을 중국어(광둥어)로 발음한 것이다. 해선장이라는 이름에서 해산물이 연상되지만, 해선장을 만들 때 해산물은 사용하지 않는다. 전통적으로는 고구마를 이용하여 해선장을 만들었으나, 오늘날 해선장은 물, 설탕, 콩, 식초, 쌀, 소금, 밀가루, 마늘, 고추, 그리고 약간의 식용색소를 이용하여 만든다. 콩을 발효시켜 만든다는 점에서 톈몐장과 유사하지만, 마늘, 식초, 고추가 들어간다는 점이 다르며, 톈몐장보다는 톡 쏘는 맛이 적다.
짠맛과 단맛이 주로 나며 특유의 고소하면서도 독특한 향을 내기 때문에, 구이용 소스, 딥 소스를 비롯하여 재움 요리에 향을 더하거나 국물에 간을 맞출 때 사용하는 등 다양하게 이용된다.

## 음식

### 중국
매우 다양한 중국 요리에 사용되는데, 대표적인 예를 몇가지 들면 북경오리를 찍어먹는데 사용하거나, 스프링롤을 찍어먹을 때 사용한다.

### 베트남
베트남 요리 중 쌀국수를 먹을 때 해선장을 많이 이용한다. 쌀국수 그릇에 직접 넣어 먹기도 하며, 작은 그릇에 따로 담아 쌀국수에 들어있는 고기를 찍어먹는데 사용하기도 한다.

## 같이 보기
- 중국 요리
- 톈몐장